# Phyllophaga parvidens
Phyllophaga parvidens är en skalbaggsart som beskrevs av Leconte 1856. Phyllophaga parvidens ingår i släktet Phyllophaga och familjen Melolonthidae. Utöver nominatformen finns också underarten P. p. hysteropyga.